# Medetera vegandris
Medetera vegandris är en tvåvingeart som beskrevs av Frey 1925. Medetera vegandris ingår i släktet Medetera och familjen styltflugor. Inga underarter finns listade i Catalogue of Life.